# 国立公園
国立公園（こくりつこうえん、英: National park）とは、自然保護の目的で国が指定している公園である。

## 概説
国際自然保護連合（IUCN）は、管理の介在の度合いによって保護地域を6つに区分し、そのうちのカテゴリーIIを国立公園としている。それによると、国立公園は「生態系の保護とレクリエーションを主目的として管理される地域」とされる。
一方で、多くの国ではIUCNの定義とは独立に国立公園を規定している。IUCNの定義ではカテゴリII以外に該当する保護地域が、国立公園と呼ばれていることも多い。
国立公園制度に関しては、日本のように土地の所有が誰かに関わりなく地域を指定して行為規制を行う地域指定制と、アメリカ合衆国のように原則として土地を所有して公園を指定する営造物制がある。また、国立公園は、一般的には国家により管理されているものと理解されるが、オーストラリアやオランダのように州政府により管理されている場合もある。世界には、運営が民営化され、事業として成り立っているケースもある。アメリカの経済学者であるミルトン・フリードマンは、国立公園を政府が運営しなくてはならない理由はないとしているが、国立公園は国が管理することが国際的に見ても標準となっている。
IUCNの定義に適合する国立公園は、世界に約7,000存在し、その中で世界最大のものは1974年に設立された北東グリーンランド国立公園である。

## 歴史
世界最初の国立公園は、1872年に第18代アメリカ合衆国大統領・ユリシーズ・S・グラントによって指定されたイエローストーン国立公園である。この当時、イエローストーン国立公園のある現在のアイダホ州、モンタナ州、ワイオミング州はまだ州ではなく、準州であったため、連邦政府が管理することになったものである。
イエローストーン国立公園に続いて、オーストラリアでは1879年にロイヤル国立公園（Royal National Park）が、カナダでは1885年にロッキー山脈公園（現在のバンフ国立公園・なお、ロッキー山脈公園法の制定は1887年）が、ニュージーランドでは1887年にトンガリロ国立公園（なお、トンガリロ国立公園法の制定は1894年）がそれぞれ指定された。
ヨーロッパでの最初の国立公園は、1909年にスウェーデンで指定された9つの公園であり、アフリカでは1925年にアルバート国立公園（現在のコンゴ民主共和国・ヴィルンガ国立公園）が最初に指定された。
アジアでは、1934年（昭和9年）に日本で瀬戸内海国立公園、雲仙国立公園（現在の雲仙天草国立公園）、霧島国立公園（現在の霧島錦江湾国立公園）の3か所が最初の指定を受けたほか、1936年にはインドでヘイリー国立公園（現在のジム・コーベット国立公園）が指定された。

## 世界各国の国立公園
以下、日本語になった各国の国立公園記事を中心に、五大洲（五十音順）別に、各洲内でも国名は五十音順に列挙する。

### アジア
- インドの国立公園
- インドネシアの国立公園
- タイの国立公園
- 台湾の国立公園
- 朝鮮半島の国立公園
  - 韓国の国立公園
  - 朝鮮民主主義人民共和国の国立公園
- 中華人民共和国の国立公園
- 日本の国立公園 - 日本では自然公園法にもとづき、日本を代表する自然の風景地を保護し利用の促進を図る目的で、環境大臣が指定する自然公園のひとつである。国定公園が都道府県に管理を委託されるのに対し、国立公園は国（環境省）自らが管理する。日本の国立公園の面積の約60 %が国有地である[6]。
- フィリピンの国立公園
- ベトナムの国立公園
- モンゴル国の国立公園
- ロシアの国立公園

### アフリカ
- エジプトの国立公園
- 南アフリカ共和国の国立公園

### アメリカ

#### 北アメリカ
- アメリカ合衆国の国立公園
- カナダの国立公園

#### 中央アメリカ
- メキシコの国立公園 (List of national parks of Mexico)

#### カリブ海地域
- キューバの国立公園

#### 南アメリカ
- アルゼンチンの国立公園
- ブラジルの国立公園

### オセアニア
- オーストラリアの国立公園
- ニュージーランドの国立公園

### ヨーロッパ
- アイルランドの国立公園一覧
- イギリスの国立公園
- クロアチアの国立公園
- スイス国立公園
- ドイツの国立公園
- フランスの国立公園

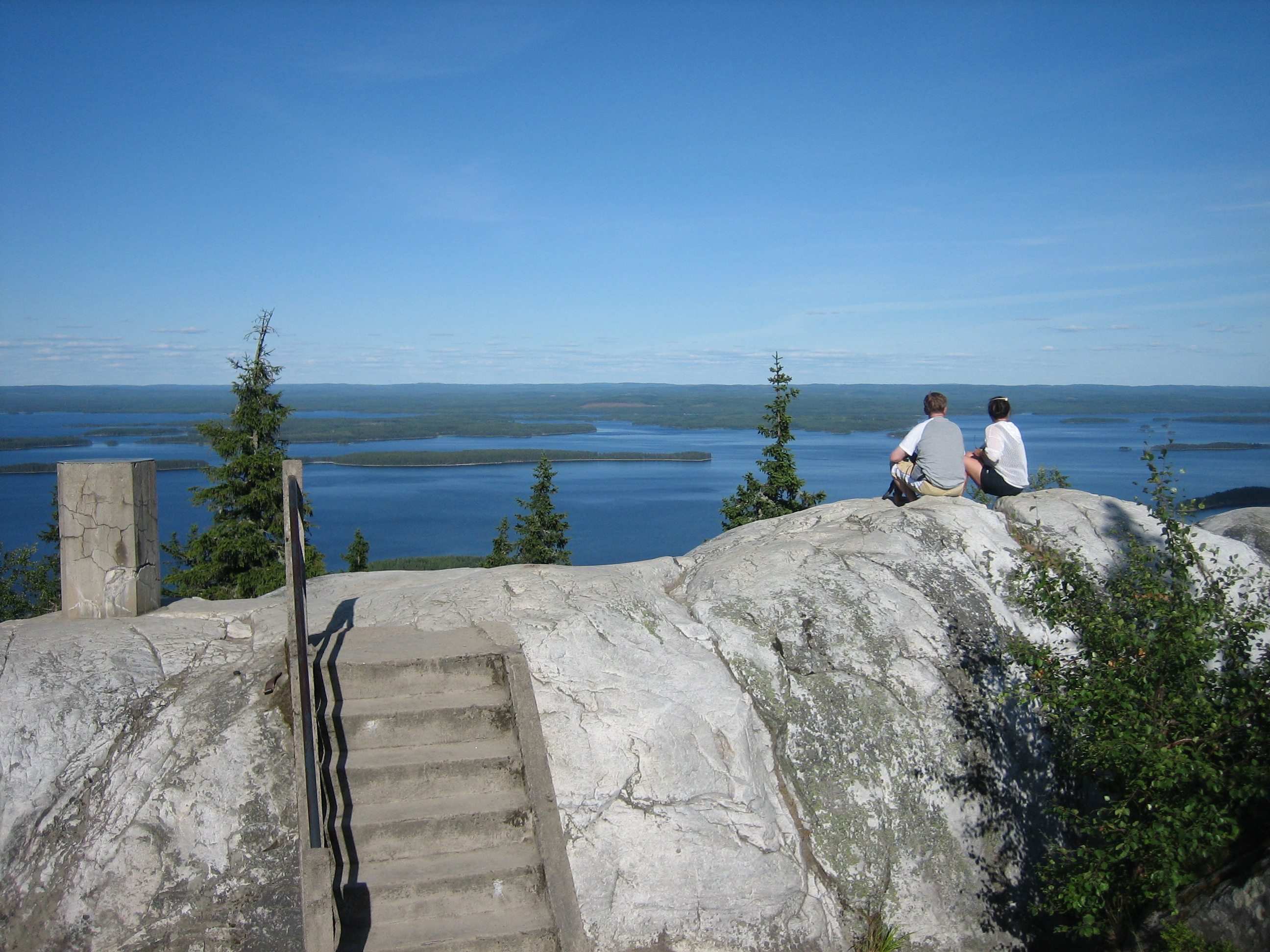
フィンランド、北カレリアのコリ国立公園。

- ロシアの国立公園 - 2015年現在、ロシア連邦には49か所の国立公園がある[7]。